# Edward N. Lorenz
Edward Norton Lorenz (* 23. Mai 1917 in West Hartford, Connecticut; † 16. April 2008 in Cambridge, Massachusetts) war ein US-amerikanischer Mathematiker und Meteorologe. Er gilt als ein Wegbereiter der Chaostheorie und prägte die Bezeichnung Schmetterlingseffekt für die Empfindlichkeit bezüglich der Anfangsbedingungen in dynamischen Systemen.

## Leben
Lorenz studierte am Dartmouth College, an der Harvard University und am Massachusetts Institute of Technology (MIT). Zunächst arbeitete er für die United States Army Air Corps, für die er an Wettervorhersagen arbeitete. 1946 kam er ans MIT und war dort von 1962 bis 1987 Professor für Meteorologie.

## Wirken
Lorenz beobachtete, dass kleinste Varianten in seinen Anfangsdaten der Variablen in seinem einfachen Wettermodell, das er etwa 1960 auf einem Computer simulierte, stark abweichende Ergebnisse der Wetterprognosen hervorrief. Diese empfindliche Abhängigkeit von den Anfangsbedingungen wurde als so genannter Schmetterlingseffekt bekannt. Interessant ist hierbei, dass bei den meisten Berechnungen, die mit Computern angestellt werden, gerundet werden muss, und somit kleine „Fehler“ programmiert sind. Für komplexe Systeme gilt damit: „Kleinste Ursachen haben höchst unterschiedliche Wirkung“ und „Kleinste Ursachen können größte Wirkung haben.“
Er entdeckte die darunter liegende Mathematik, nämlich ein relativ einfaches Gleichungssystem, das ein Muster von unendlicher Komplexität hervorruft. Sein Lorenz-Attraktor weist drei Variablen auf, deren Werteverlauf chaotisch und unvorhersagbar ist, wobei der von den Werten zurückgelegte Pfad aber überschneidungsfrei bleibt.

## Auszeichnungen und Ehrungen
- 1961 Aufnahme in die American Academy of Arts and Sciences
- 1975 Auswärtiges Mitglied der National Academy of Sciences
- 1981 Mitglied der Norwegischen Akademie der Wissenschaften
- 1983 Crafoord-Preis in der Kategorie Geowissenschaften
- 1988 Auswärtiges Mitglied der Akademie der Wissenschaften der UdSSR[3]
- 1990 Auswärtiges Mitglied der Royal Society
- 1991 Kyoto-Preis in der Sparte Earth and Planetary Sciences, Astronomy and Astrophysics.[4]
- 1992 Erster Preisträger der Roger Revelle Medal der American Geophysical Union
- 2004 Buys-Ballot-Medaille der Königlich Niederländischen Akademie der Wissenschaften
- 2004 Lomonossow-Goldmedaille der Russischen Akademie der Wissenschaften

## Veröffentlichungen
- Deterministic Nonperiodic Flow. In: Journal of the Atmospheric Sciences. Band 20, Nr. 2, 1963, S. 130–141, doi:10.1175/1520-0469(1963)020<0130:DNF>2.0.CO;2.
- Edward N. Lorenz (1969): The predictability of a flow which possesses many scales of motion, Tellus, 21, 289–307.